# Cantone di Zaruma
Il Cantone di Zaruma è un cantone dell'Ecuador situato nella Provincia di El Oro. Il capoluogo del cantone è Zaruma.

## Suddivisione
Il cantone è suddiviso in 10 Parrocchie (parroquias):
- Parrocchia urbana: Zaruma
- Parrocchie rurali: Sinsao, Salvias, Güizhagüiña, Malvas, Arcapamba, Muluncay, Huertas, Guanazán e Abañin